# Winzendorf-Muthmannsdorf
Winzendorf-Muthmannsdorf är en kommun  i Österrike. Den ligger i distriktet Wiener Neustadt-Land i förbundslandet Niederösterreich, 50 kilometer söder om huvudstaden Wien. 
Kommunen består av tre orter (Ortschaften) (inom parentes invånarantal 1 januari 2024):
- Emmerberg (68)
- Muthmannsdorf (522)
- Winzendorf (1 279)